# Specie di Theridiidae (T-Z)
Di seguito sono elencate tutte le specie di ragni della famiglia Theridiidae il cui genere ha per iniziale dalla lettera T alla lettera Z, note al 12 giugno 2008.

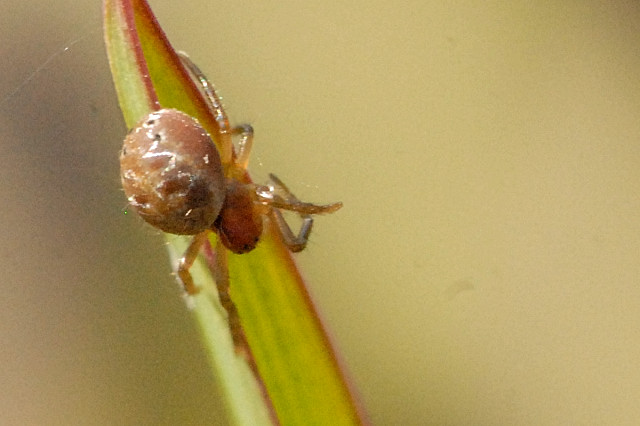
Theridion hemerobium

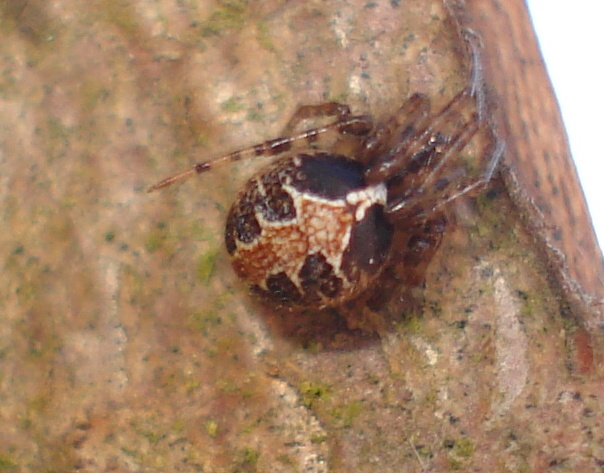
Theridion pictum

## Takayus
Takayus Yoshida, 2001
- Takayus chikunii (Yaginuma, 1960) — Cina, Giappone
- Takayus fujisawai Yoshida, 2002 — Giappone
- Takayus huanrenensis (Zhu & Gao, 1993) — Cina
- Takayus kunmingicus (Zhu, 1998) — Cina
- Takayus latifolius (Yaginuma, 1960) — Russia, Cina, Corea, Giappone
- Takayus linimaculatus (Zhu, 1998) — Cina
- Takayus lunulatus (Guan & Zhu, 1993) — Russia, Cina, Corea
- Takayus lushanensis (Zhu, 1998) — Cina
- Takayus naevius (Zhu, 1998) — Cina
- Takayus papiliomaculatus Yin, Peng & Zhang, 2005 — Cina
- Takayus quadrimaculatus (Song & Kim, 1991) — Cina, Corea
- Takayus sublatifolius (Zhu, 1998) — Cina
- Takayus takayensis (Saito, 1939) — Cina, Corea, Giappone
- Takayus wangi (Zhu, 1998) — Cina
- Takayus xui (Zhu, 1998) — Cina

## Tekellina
Tekellina Levi, 1957
- Tekellina archboldi Levi, 1957 — USA
- Tekellina bella Marques & Buckup, 1993 — Brasile
- Tekellina crica Marques & Buckup, 1993 — Brasile
- Tekellina guaiba Marques & Buckup, 1993 — Brasile
- Tekellina minor Marques & Buckup, 1993 — Brasile
- Tekellina pretiosa Marques & Buckup, 1993 — Brasile

## Theonoe
Theonoe Simon, 1881
- Theonoe africana Caporiacco, 1947 — Tanzania
- Theonoe formivora (Walckenaer, 1842) — Francia
- Theonoe major Denis, 1961 — Spagna
- Theonoe minutissima (O. P.-Cambridge, 1879) — Europa, Russia, Ucraina
- Theonoe sola Thaler & Steinberger, 1988 — Germania, Austria
- Theonoe stridula Crosby, 1906 — USA, Canada, Alaska

## Theridion
Theridion Walckenaer, 1805
- Theridion abruptum Simon, 1884 — Africa settentrionale
- Theridion accoense Levy, 1985 — Israele
- Theridion acutitarse Simon, 1900 — Hawaii
- Theridion adjacens (O. P.-Cambridge, 1896) — dal Messico al Panama
- Theridion adrianopoli Drensky, 1915 — Bulgaria, Grecia, Isola di Creta, Turchia
- Theridion aeolium Levi, 1963 — USA
- Theridion agrarium Levi, 1963 — Brasile
- Theridion agreste Nicolet, 1849 — Cile
- Theridion agrifoliae Levi, 1957 — USA, Canada
- Theridion akme Levi, 1959 — Panama
- Theridion akron Levi, 1959 — Panama
- Theridion albidorsum Strand, 1909 — Sudafrica
- Theridion albidum Banks, 1895 — USA, Canada
- Theridion albioculum Zhu, 1998 — Cina
- Theridion albipes L. Koch, 1878 — Russia, Georgia
- Theridion albocinctum Urquhart, 1892 — Nuova Zelanda
- Theridion albodecoratum Rainbow, 1916 — Queensland
- Theridion albolineatum Nicolet, 1849 — Cile
- Theridion albolineolatum Caporiacco, 1940 — Etiopia
- Theridion albomaculosum O. P.-Cambridge, 1869 — Sri Lanka
- Theridion albopictum Thorell, 1898 — Myanmar
- Theridion albostriatum (L. Koch, 1867) — Nuova Guinea, Queensland, Tonga, Isola Norfolk (Australia)
- Theridion albulum O. P.-Cambridge, 1898 — Panama
- Theridion altum Levi, 1963 — Paraguay
- Theridion amarga Levi, 1967 — Cile, Argentina
- Theridion amatitlan Levi, 1963 — Guatemala
- Theridion ambiguum Nicolet, 1849 — Cile
- Theridion ampascachi Mello-Leitão, 1941 — Argentina
- Theridion ampliatum Urquhart, 1892 — Nuova Zelanda
- Theridion angusticeps Caporiacco, 1949 — Kenya
- Theridion angustifrons Caporiacco, 1934 — Karakorum
- Theridion annulipes O. P.-Cambridge, 1869 — Sri Lanka
- Theridion anson Levi, 1967 — Isole Juan Fernandez (Oceano Pacifico, coste cilene)
- Theridion antillanum Simon, 1894 — Indie Occidentali
- Theridion antron Levi, 1963 — Brasile
- Theridion apiculatum Roewer, 1942 — Queensland
- Theridion aporum Levi, 1963 — Brasile
- Theridion apostoli Mello-Leitão, 1945 — Argentina
- Theridion apulco Levi, 1959 — Messico
- Theridion aragua Levi, 1963 — Venezuela
- Theridion archeri Levi, 1959 — Cuba
- Theridion argentatulum Roewer, 1942 — Nuova Zelanda

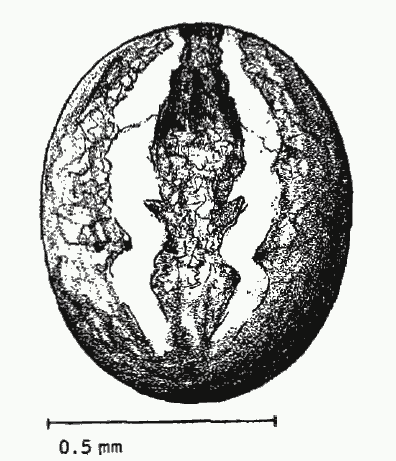
Theridion attritum, opistosoma, dorso

- Theridion arizonense Levi, 1957 — USA
- Theridion artum Levi, 1959 — Panama, Trinidad
- Theridion aruanum Strand, 1911 — Isole Aru (Arcipelago delle Molucche)
- Theridion arushae Caporiacco, 1947 — Tanzania
- Theridion asbolodes Rainbow, 1917 — Australia meridionale
- Theridion astrigerum Thorell, 1895 — Myanmar
- Theridion atratum Thorell, 1877 — Celebes
- Theridion attritum (Simon, 1908) — Australia occidentale
- Theridion auberti Simon, 1904 — Sudafrica
- Theridion aulos Levi, 1963 — Brasile
- Theridion australe Banks, 1899 — USA, Messico, Indie Occidentali
- Theridion baccula Thorell, 1887 — Myanmar
- Theridion baltasarense Levi, 1963 — Isole Sopravento meridionali (Piccole Antille)
- Theridion banksi Berland, 1920 — Africa orientale
- Theridion barbarae Levi, 1959 — Messico
- Theridion beebei Levi, 1963 — Venezuela
- Theridion bellatulum Levi, 1963 — Brasile
- Theridion bergi Levi, 1963 — Brasile, Paraguay, Argentina
- Theridion berlandi Roewer, 1942 — Isole Samoa
- Theridion betteni Wiehle, 1960 — Regione paleartica
- Theridion bicruciatum Roewer, 1961 — Senegal
- Theridion bidepressum Yin, Peng & Zhang, 2005 — Cina
- Theridion biezankoi Levi, 1963 — Brasile
- Theridion biforaminum Gao & Zhu, 1993 — Cina
- Theridion biolleyi Banks, 1909 — Costa Rica
- Theridion biseriatum Thorell, 1890 — Sumatra
- Theridion bitakum Barrion & Litsinger, 1995 — Filippine
- Theridion blackwalli O. P.-Cambridge, 1871 — Europa, Russia, Ucraina, Africa settentrionale
- Theridion blaisei Simon, 1909 — Vietnam
- Theridion boesenbergi Strand, 1904 — Europa, Russia, Ucraina
- Theridion bolivari Levi, 1959 — Messico
- Theridion bolum Levi, 1963 — Brasile
- Theridion bomae Schmidt, 1957 — Congo
- Theridion botanicum Levi, 1963 — Venezuela
- Theridion brachypus Thorell, 1887 — Myanmar
- Theridion bradyanum Strand, 1907 — Sudafrica
- Theridion brunellii Caporiacco, 1940 — Etiopia
- Theridion brunneonigrum Caporiacco, 1949 — Kenya
- Theridion bryantae Roewer, 1951 — Messico
- Theridion bullatum Tullgren, 1910 — Tanzania
- Theridion buxtoni Berland, 1929 — Isole Samoa, Isole Pitcairn (Oceano Pacifico meridionale), Isole Tuamotu
- Theridion calcynatum Holmberg, 1876 — dal Venezuela all'Argentina
- Theridion californicum Banks, 1904 — USA, Canada
- Theridion caliginosum Marples, 1955 — Isole Samoa
- Theridion cameronense Levi, 1957 — USA, Messico
- Theridion campestratum Simon, 1900 — Hawaii
- Theridion caplandense Strand, 1907 — Sudafrica
- Theridion carinatum Yin, Peng & Zhang, 2005 — Cina
- Theridion carpathium Brignoli, 1984 — Grecia
- Theridion cassinicola Simon, 1907 — Guinea-Bissau
- Theridion castaneum Franganillo, 1931 — Cuba
- Theridion catharina Marples, 1955 — Isole Samoa
- Theridion cavipalpe (F. O. P.-Cambridge, 1902) — Guatemala
- Theridion cazieri Levi, 1959 — Isole Bahama
- Theridion centrum Levi, 1959 — Panama
- Theridion chacoense Levi, 1963 — Bolivia
- Theridion chakinuense Wunderlich, 1995 — Turkmenistan
- Theridion chamberlini Caporiacco, 1949 — Kenya
- Theridion charitonowi Caporiacco, 1949 — Kenya
- Theridion cheimatos Gertsch & Archer, 1942 — USA
- Theridion cheni Zhu, 1998 — Cina
- Theridion chihuahua Levi, 1959 — Messico
- Theridion chiriqui Levi, 1959 — Panama
- Theridion chonetum Zhu, 1998 — Cina
- Theridion choroni Levi, 1963 — Venezuela
- Theridion cinctipes Banks, 1898 — USA, Messico
- Theridion cinereum Thorell, 1875 — Russia, Ucraina
- Theridion circumtextum Simon, 1907 — Guinea-Bissau
- Theridion climacode Thorell, 1898 — Myanmar
- Theridion clivalum Zhu, 1998 — Cina
- Theridion cloxum Roberts, 1983 — Isola di Aldabra (Oceano Indiano)
- Theridion clypeatellum Tullgren, 1910 — Africa orientale
- Theridion cochise Levi, 1963 — USA
- Theridion cochrum Levi, 1963 — Brasile
- Theridion cocosense Strand, 1906 — Costa Rica
- Theridion coenosum Thorell, 1887 — Myanmar
- Theridion cohni Levi, 1963 — Brasile
- Theridion coldeniae Baert & Maelfait, 1986 — Isole Galapagos
- Theridion comstocki Berland, 1920 — Africa orientale
- Theridion confusum O. P.-Cambridge, 1885 — Yarkand (Cina)
- Theridion conigerum Simon, 1914 — Europa, Russia
- Theridion contreras Levi, 1959 — Messico
- Theridion convexellum Roewer, 1942 — Queensland, Nuovo Galles del Sud
- Theridion convexisternum Caporiacco, 1949 — Kenya
- Theridion corcyraeum Brignoli, 1984 — Isola di Corfù (Grecia)
- Theridion costaricaense Levi, 1963 — dalla Costa Rica al Venezuela
- Theridion cowlesae Levi, 1957 — USA
- Theridion coyoacan Levi, 1959 — Messico
- Theridion crinigerum Simon, 1881 — Corsica, Italia, Marocco, Algeria
- Theridion cruciferum Urquhart, 1886 — Nuova Zelanda
- Theridion crucum Levi, 1959 — Messico
- Theridion cuspulatum Schmidt & Krause, 1998 — Isole Capo Verde
- Theridion cuyutlan Levi, 1963 — Messico
- Theridion cynicum Gertsch & Mulaik, 1936 — USA, Messico
- Theridion dafnense Levy & Amitai, 1982 — Israele
- Theridion darolense Strand, 1906 — Etiopia
- Theridion davisorum Levi, 1959 — Messico
- Theridion dayongense Zhu, 1998 — Cina
- Theridion decemmaculatum Thorell, 1890 — Sumatra
- Theridion decemperlatum (Simon, 1889) — Madagascar
- Theridion dedux O. P.-Cambridge, 1904 — Sudafrica
- Theridion delicatum O. P.-Cambridge, 1904 — Sudafrica
- Theridion derhami Simon, 1895 — Sierra Leone, Gabon, Bioko (Golfo di Guinea)
- Theridion desertum Ponomarev, 2008 — Kazakistan
- Theridion diadematum Chrysanthus, 1963 — Nuova Guinea
- Theridion dianiphum Rainbow, 1916 — Queensland
- Theridion differens Emerton, 1882 — USA, Canada
- Theridion dilucidum Simon, 1897 — dalla Costa Rica al Venezuela, Indie Occidentali
- Theridion dilutum Levi, 1957 — USA, Messico
- Theridion dividuum Gertsch & Archer, 1942 — USA
- Theridion Dominica (Piccole Antille) Levi, 1963 — Dominica (Piccole Antille)
- Theridion dreisbachi Levi, 1959 — Messico
- Theridion dubium Bradley, 1877 — Nuova Guinea
- Theridion dukouense Zhu, 1998 — Cina
- Theridion dulcineum Gertsch & Archer, 1942 — USA
- Theridion durbanicum Lawrence, 1947 — Sudafrica
- Theridion ecuadorense Levi, 1963 — Ecuador
- Theridion egyptium Fawzy & El Erksousy, 2002 — Egitto
- Theridion electum (O. P.-Cambridge, 1896) — Messico
- Theridion elegantissimum Roewer, 1942 — Taiwan
- Theridion elevatum Thorell, 1881 — Queensland
- Theridion elimatum L. Koch, 1882 — Maiorca (Isole Baleari)
- Theridion elisabethae Roewer, 1951 — Messico
- Theridion elli Sedgwick, 1973 — Cile
- Theridion ellicottense Dobyns & Bond, 1996 — USA
- Theridion emertoni Berland, 1920 — Africa orientale
- Theridion epiense Berland, 1938 — Nuove Ebridi
- Theridion eremum Levi, 1963 — Brasile
- Theridion eugeni Roewer, 1942 — Bioko (Golfo di Guinea)
- Theridion evexum Keyserling, 1884 — Messico, dalle Indie Occidentali al Brasile
- Theridion excavatum F. O. P.-Cambridge, 1902 — Guatemala
- Theridion exlineae Levi, 1963 — Ecuador, Perù
- Theridion expallidatum O. P.-Cambridge, 1885 — Yarkand (Cina)
- Theridion familiare O. P.-Cambridge, 1871 — Regione paleartica
- Theridion fastosum Keyserling, 1884 — Ecuador, Perù
- Theridion fatuhivaense Berland, 1933 — Isole Marchesi
- Theridion femorale Thorell, 1881 — Queensland
- Theridion femoratissimum Caporiacco, 1949 — Kenya
- Theridion fernandense Simon, 1907 — Bioko (Golfo di Guinea)
- Theridion filum Levi, 1963 — Brasile
- Theridion flabelliferum Urquhart, 1887 — Nuova Zelanda
- Theridion flavonotatum Becker, 1879 — USA, Cuba
- Theridion flavoornatum Thorell, 1898 — Myanmar
- Theridion fornicatum Simon, 1884 — Sudan
- Theridion frio Levi, 1959 — Messico
- Theridion frizzellorum Levi, 1963 — Colombia, Ecuador, Venezuela
- Theridion frondeum Hentz, 1850 — USA, Isole Bahama
- Theridion fruticum Simon, 1890 — Yemen
- Theridion fungosum Keyserling, 1886 — Ecuador, Perù
- Theridion furfuraceum Simon, 1914 — Francia, Algeria, Siria
- Theridion fuscodecoratum Rainbow, 1916 — Queensland
- Theridion fuscomaculatum Rainbow, 1916 — Queensland
- Theridion fuscum Franganillo, 1930 — Cuba
- Theridion gabardi Simon, 1895 — Sri Lanka
- Theridion galerum Levi, 1959 — Panama
- Theridion gekkonicum Levy & Amitai, 1982 — Israele
- Theridion geminipunctum Chamberlin, 1924 — USA, Messico
- Theridion genistae Simon, 1873 — dal Mediterraneo occidentale all'Uzbekistan
  - Theridion genistae turanicum Charitonov, 1946 — Uzbekistan
- Theridion gentile Simon, 1881 — Corsica, Algeria
- Theridion gertschi Levi, 1959 — USA, Messico
- Theridion gibbum Rainbow, 1916 — Queensland
- Theridion gigantipes Keyserling, 1890 — Nuovo Galles del Sud, Victoria (Australia)
- Theridion giraulti Rainbow, 1916 — Queensland
- Theridion glaciale Caporiacco, 1934 — Karakorum
- Theridion glaucescens Becker, 1879 — USA, Canada
- Theridion glaucinum Simon, 1881 — Francia
- Theridion goodnightorum Levi, 1957 — USA, Messico
- Theridion gracilipes Urquhart, 1889 — Nuova Zelanda
- Theridion grallator Simon, 1900 — Hawaii
- Theridion gramineum Zhu, 1998 — Cina
- Theridion grammatophorum Simon, 1909 — Vietnam
- Theridion grancanariense Wunderlich, 1987 — Isole Canarie
- Theridion grandiosum Levi, 1963 — Perù
- Theridion grecia Levi, 1959 — dal Messico al Venezuela
- Theridion gyirongense Hu & Li, 1987 — Cina
- Theridion hainenense Zhu, 1998 — Cina
- Theridion haleakalense Simon, 1900 — Hawaii
- Theridion hannoniae Denis, 1944 — Europa, Africa settentrionale, Madeira, Isole Canarie
- Theridion hartmeyeri Simon, 1908 — Australia occidentale
- Theridion hassleri Levi, 1963 — Hispaniola
- Theridion hebridisianum Berland, 1938 — Nuove Ebridi
- Theridion helophorum Thorell, 1895 — Giava
- Theridion hemerobium Simon, 1914 — USA, Canada, Europa
- Theridion hermonense Levy, 1991 — Israele
- Theridion hewitti Caporiacco, 1949 — Etiopia
- Theridion hidalgo Levi, 1957 — USA, Messico
- Theridion hierichonticum Levy & Amitai, 1982 — Israele
- Theridion hispidum O. P.-Cambridge, 1898 — Messico, dalle Indie Occidentali al Paraguay
- Theridion histrionicum Thorell, 1875 — Penisola balcanica
- Theridion hondurense Levi, 1959 — Honduras
- Theridion hopkinsi Berland, 1929 — Isole Samoa
- Theridion hotanense Zhu & Zhou, 1993 — Cina
- Theridion huanuco Levi, 1963 — Perù

- Theridion hufengensis Tang, Yin & Peng, 2005 — Cina
- Theridion hui Zhu, 1998 — Cina
- Theridion humboldti Levi, 1967 — Perù
- Theridion hummeli Schenkel, 1936 — Cina
- Theridion idiotypum Rainbow, 1917 — Australia meridionale
- Theridion illecebrosum Simon, 1886 — Senegal
- Theridion impegrum Keyserling, 1886 — Brasile
- Theridion impressithorax Simon, 1895 — Filippine
- Theridion incanescens Simon, 1890 — Yemen
- Theridion incertissimum (Caporiacco, 1954) — Guiana francese, Brasile
- Theridion incertum O. P.-Cambridge, 1885 — India
- Theridion incomtum (O. P.-Cambridge, 1896) — Guatemala
- Theridion inconspicuum Thorell, 1898 — Myanmar
- Theridion indicum Tikader, 1977 — Isole Andamane
- Theridion innocuum Thorell, 1875 — Russia, Ucraina
- Theridion inquinatum Thorell, 1878 — Myanmar, Singapore, Ambon (Arcipelago delle Molucche)
  - Theridion inquinatum continentale Strand, 1907 — Cina
- Theridion insignitarse Simon, 1907 — Gabon
- Theridion intritum (Bishop & Crosby, 1926) — USA
- Theridion iramon Levi, 1963 — Colombia, Ecuador
- Theridion ischagosum Barrion & Litsinger, 1995 — Filippine
- Theridion isorium Levi, 1963 — Perù
- Theridion istokpoga Levi, 1957 — dagli USA a Panama
- Theridion italiense Wunderlich, 1995 — Italia
- Theridion jordanense Levy & Amitai, 1982 — Israele
- Theridion kambalum Barrion & Litsinger, 1995 — Filippine
- Theridion karamayense Zhu, 1998 — Cina
- Theridion kauaiense Simon, 1900 — Hawaii
- Theridion kawea Levi, 1957 — USA, Messico
- Theridion kibonotense Tullgren, 1910 — Africa orientale
- Theridion kiliani Müller & Heimer, 1990 — Colombia
- Theridion kobrooricum Strand, 1911 — Isole Aru (Arcipelago delle Molucche)
- Theridion kochi Roewer, 1942 — Isole Samoa
- Theridion kollari Doleschall, 1852 — Austria
- Theridion kraepelini Simon, 1905 — Giava
- Theridion kraussi Marples, 1957 — Isole Figi
- Theridion lacticolor Berland, 1920 — Kenya, Yemen, Madagascar
- Theridion laevigatum Blackwall, 1870 — Italia
- Theridion lago Levi, 1963 — Ecuador
- Theridion lamperti Strand, 1906 — Etiopia
- Theridion lanceatum Zhang & Zhu, 2007 — Cina
- Theridion lapidicola Kulczynski, 1887 — Italia
- Theridion latisternum Caporiacco, 1934 — Karakorum
- Theridion lawrencei Gertsch & Archer, 1942 — USA
- Theridion leechi Gertsch & Archer, 1942 — USA, Canada
- Theridion leguiai Chamberlin, 1916 — Colombia, Perù
- Theridion lenzianum Strand, 1907 — Sudafrica
- Theridion leones Levi, 1959 — Messico
- Theridion leucophaeum Simon, 1905 — India
- Theridion leve Blackwall, 1877 — Isole Seychelles
- Theridion leviorum Gertsch & Riechert, 1976 — USA
- Theridion liaoyuanense (Zhu & Yu, 1982) — Cina
- Theridion limatum Tullgren, 1910 — Tanzania
- Theridion limitatum L. Koch, 1872 — Queensland, Nuovo Galles del Sud
- Theridion linaresense Levi, 1963 — Cile
- Theridion linzhiense Hu, 2001 — Cina
- Theridion llano Levi, 1957 — USA
- Theridion lomirae Roewer, 1938 — Nuova Guinea
- Theridion longicrure Marples, 1956 — Nuova Zelanda
- Theridion longihirsutum Strand, 1907 — Cina
- Theridion longipalpum Zhu, 1998 — Cina, Corea
- Theridion longipedatum Roewer, 1942 — Colombia
- Theridion ludekingi Thorell, 1890 — Giava
- Theridion ludius Simon, 1880 — dalla Malaysia all'Australia, Nuova Caledonia
- Theridion lumabani Barrion & Litsinger, 1995 — Filippine
- Theridion luteitarse Schmidt & Krause, 1995 — Isole Capo Verde
- Theridion macei Simon, 1895 — Congo
- Theridion machu Levi, 1963 — Perù
- Theridion macropora Tang, Yin & Peng, 2006 — Cina
- Theridion macuchi Levi, 1963 — Ecuador
- Theridion maculiferum Roewer, 1942 — Isola di Zanzibar (Tanzania)
- Theridion magdalenense Müller & Heimer, 1990 — Colombia
- Theridion maindroni Simon, 1905 — India
- Theridion manjithar Tikader, 1970 — India
- Theridion manonoense Marples, 1955 — Isole Samoa
- Theridion maranum Levi, 1963 — Venezuela
- Theridion maron Levi, 1963 — Paraguay
- Theridion martini Levi, 1959 — Messico
- Theridion mataafa Marples, 1955 — Isole Samoa
- Theridion mauense Caporiacco, 1949 — Kenya
- Theridion mauiense Simon, 1900 — Hawaii
- Theridion mehlum Roberts, 1983 — Isola di Aldabra (Oceano Indiano)
- Theridion melanoplax Schmidt & Krause, 1996 — Isole Canarie
- Theridion melanoprorum Thorell, 1895 — Myanmar
  - Theridion melanoprorum orientale Simon, 1909 — Vietnam
- Theridion melanosternon Mello-Leitão, 1947 — Brasile
- Theridion melanostictum O. P.-Cambridge, 1876 — Mediterraneo, Isola di Aldabra (Oceano Indiano), Isole Seychelles, Cina, Giappone, USA, Hispaniola
- Theridion melanurum Hahn, 1831 — Regione olartica, Isole Azzorre
- Theridion melinum Simon, 1900 — Hawaii
- Theridion mendozae Berland, 1933 — Isole Marchesi
- Theridion meneghettii Caporiacco, 1949 — Kenya
- Theridion metabolum Chamberlin & Ivie, 1936 — Panama
- Theridion metator Simon, 1907 — Guinea-Bissau
- Theridion michelbacheri Levi, 1957 — USA
- Theridion micheneri Levi, 1963 — Panama
- Theridion minutissimum Keyserling, 1884 — Panama, Perù
- Theridion minutulum Thorell, 1895 — Myanmar
- Theridion miserum Thorell, 1898 — Myanmar
- Theridion modestum (Simon, 1894) — Sri Lanka
- Theridion molliculum Thorell, 1899 — Camerun
- Theridion mollissimum L. Koch, 1872 — Australia, Isole Samoa
- Theridion montanum Emerton, 1882 — USA, Canada, Alaska, Norvegia, Finlandia, Russia
- Theridion monzonense Levi, 1963 — Perù
- Theridion mortuale Simon, 1908 — Australia occidentale
- Theridion morulum O. P.-Cambridge, 1898 — USA, Messico
- Theridion murarium Emerton, 1882 — America settentrionale
- Theridion musivivoides Schmidt & Krause, 1995 — Isole Capo Verde
- Theridion musivivum Schmidt, 1956 — Isole Canarie
- Theridion musivum Simon, 1873 — Mediterraneo
- Theridion myersi Levi, 1957 — USA, Messico, Giamaica
- Theridion mystaceum L. Koch, 1870 — Regione paleartica
- Theridion mysteriosum Schmidt, 1971 — Ecuador
- Theridion nadleri Levi, 1959 — Trinidad
- Theridion nagorum Roberts, 1983 — Isola di Aldabra (Oceano Indiano)
- Theridion nasinotum Caporiacco, 1949 — Kenya
- Theridion nasutum Wunderlich, 1995 — Sardegna
- Theridion necijaense Barrion & Litsinger, 1995 — Filippine
- Theridion negebense Levy & Amitai, 1982 — Israele
- Theridion neomexicanum Banks, 1901 — USA, Canada
- Theridion neshamini Levi, 1957 — USA
- Theridion nesticum Levi, 1963 — Trinidad
- Theridion nigriceps Keyserling, 1891 — Brasile
- Theridion nigroannulatum Keyserling, 1884 — Ecuador, Perù
- Theridion nigroplagiatum Caporiacco, 1949 — Kenya
- Theridion nigropunctatum Lucas, 1846 — Mediterraneo
- Theridion nigropunctulatum Thorell, 1898 — Myanmar
- Theridion nigrosacculatum Tullgren, 1910 — Tanzania
- Theridion nigrovariegatum Simon, 1873 — Regione paleartica
- Theridion nilgherinum Simon, 1905 — India
- Theridion niphocosmum Rainbow, 1916 — Queensland
- Theridion niveopunctatum Thorell, 1898 — Myanmar
- Theridion niveum O. P.-Cambridge, 1898 — Messico
- Theridion nivosum Rainbow, 1916 — Queensland
- Theridion nodiferum Simon, 1895 — Sri Lanka
- Theridion nojimai Yoshida, 1999 — Giappone
- Theridion nudum Levi, 1959 — Messico, Panama
- Theridion oatesi Thorell, 1895 — Myanmar
- Theridion obscuratum Zhu, 1998 — Cina
- Theridion ochreolum Levy & Amitai, 1982 — Israele
- Theridion octoferum Strand, 1909 — Sudafrica
- Theridion odoratum Zhu, 1998 — Cina
- Theridion ohlerti Thorell, 1870 — Regione olartica
  - Theridion ohlerti lundbecki Sørensen, 1898 — Groenlandia
- Theridion olaup Levi, 1963 — Brasile
- Theridion omiltemi Levi, 1959 — Messico, Guatemala
- Theridion onticolum Levi, 1963 — Perù
- Theridion opolon Levi, 1963 — Brasile
- Theridion opuntia Levi, 1963 — Messico
- Theridion orgea (Levi, 1967) — Brasile
- Theridion orlando (Archer, 1950) — USA
- Theridion osprum Levi, 1963 — Venezuela
- Theridion oswaldocruzi Levi, 1963 — Brasile
- Theridion otsospotum Barrion & Litsinger, 1995 — Filippine
- Theridion palanum Roberts, 1983 — Isola di Aldabra (Oceano Indiano)
- Theridion palgongense Paik, 1996 — Corea
- Theridion pallidulum Roewer, 1942 — Africa orientale
- Theridion pallasi Ponomarev, 2007 — Russia
- Theridion palmgreni Marusik & Tsellarius, 1986 — Finlandia, Polonia, Estonia, Russia
- Theridion pandani Simon, 1895 — Cambogia
- Theridion panganii Caporiacco, 1947 — Tanzania
- Theridion paraense Levi, 1963 — Brasile
- Theridion parvulum Blackwall, 1870 — Sicilia
- Theridion parvum Keyserling, 1884 — Perù
- Theridion patrizii Caporiacco, 1933 — Libia
- Theridion pelaezi Levi, 1963 — Messico
- Theridion pennsylvanicum Emerton, 1913 — USA, Canada
- Theridion perkinsi Simon, 1900 — Hawaii
- Theridion pernambucum Levi, 1963 — Brasile
- Theridion perpusillum Simon, 1885 — Malaysia
- Theridion petraeum L. Koch, 1872 — Regione olartica
- Theridion petrunkevitchi Berland, 1920 — Africa orientale
- Theridion phaeostomum Simon, 1909 — Vietnam

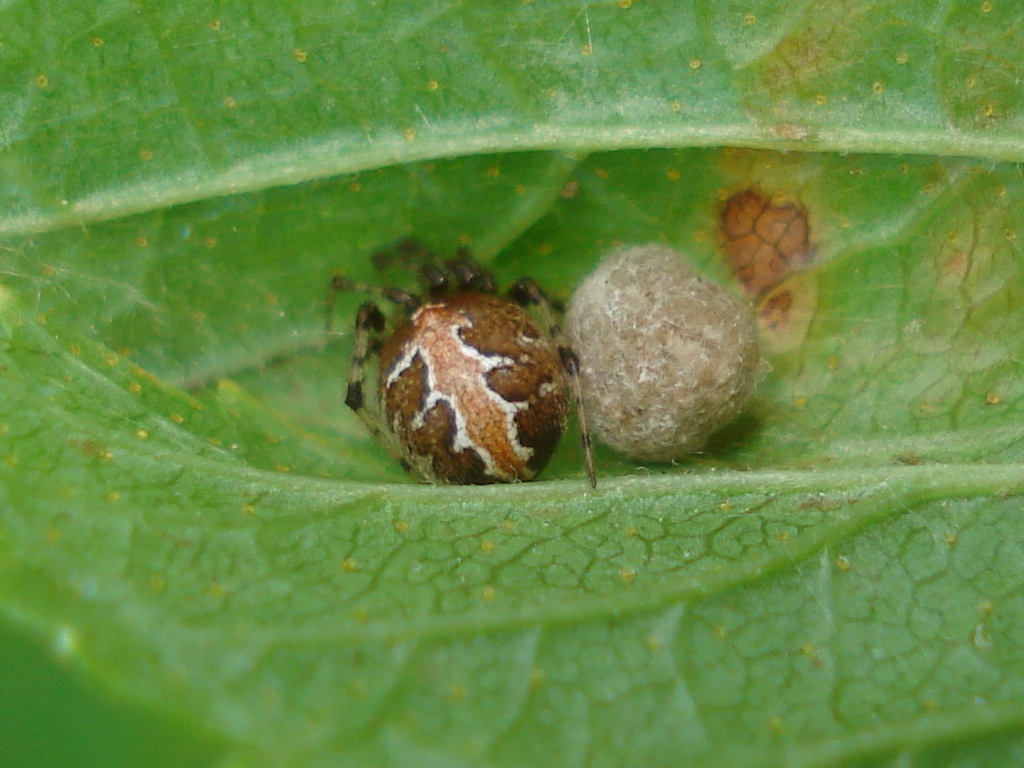
Theridion pictum

- Theridion pictipes Keyserling, 1884 — USA
- Theridion pictum (Walckenaer, 1802) — Regione olartica
- Theridion pigrum Keyserling, 1886 — Brasile
- Theridion pilatum Urquhart, 1893 — Tasmania
- Theridion piligerum Frauenfeld, 1867 — Isole Nicobare
- Theridion piliphilum Strand, 1907 — Sudafrica
- Theridion pinastri L. Koch, 1872 — Regione paleartica
- Theridion pinguiculum Simon, 1909 — Vietnam
- Theridion pinicola Simon, 1873 — Corsica
- Theridion pires Levi, 1963 — Brasile
- Theridion piriforme Berland, 1938 — Nuove Ebridi
- Theridion plaumanni Levi, 1963 — Venezuela, Brasile
- Theridion plectile Simon, 1909 — Vietnam
- Theridion plumipes Hasselt, 1882 — Sumatra
- Theridion pluviale Tullgren, 1910 — Tanzania
- Theridion poecilum Zhu, 1998 — Cina
- Theridion porphyreticum Urquhart, 1889 — Nuova Zelanda
- Theridion positivum Chamberlin, 1924 — USA, dalle Indie Occidentali al Paraguay
- Theridion posticatum Simon, 1900 — Hawaii
- Theridion postmarginatum Tullgren, 1910 — Tanzania
- Theridion praeclusum Tullgren, 1910 — Tanzania
- Theridion praemite Simon, 1907 — Sierra Leone
- Theridion praetextum Simon, 1900 — Hawaii
  - Theridion praetextum concolor Simon, 1900 — Hawaii
- Theridion prominens Blackwall, 1870 — Italia
- Theridion proximum Lawrence, 1964 — Sudafrica
- Theridion puellae Locket, 1980 — Isole Comore
- Theridion pulanense Hu, 2001 — Cina
- Theridion pumilio Urquhart, 1886 — Nuova Zelanda
- Theridion punctipes Emerton, 1924 — USA, Messico
- Theridion punicapunctatum Urquhart, 1891 — Nuova Zelanda
- Theridion punongpalayum Barrion & Litsinger, 1995 — Filippine
- Theridion purcelli O. P.-Cambridge, 1904 — Isola di Sant' Elena, Sudafrica
- Theridion pyramidale L. Koch, 1867 — Queensland, Nuovo Galles del Sud
- Theridion pyrenaeum Denis, 1944 — Spagna, Andorra
- Theridion qingzangense Hu, 2001 — Cina
- Theridion quadratum (O. P.-Cambridge, 1882) — Sri Lanka, Sumatra
- Theridion quadrilineatum Lenz, 1886 — Madagascar
- Theridion quadripapulatum Thorell, 1895 — Myanmar
- Theridion quadripartitum Keyserling, 1891 — Brasile
- Theridion rabuni Chamberlin & Ivie, 1944 — USA, Isole Bahama
- Theridion rafflesi Simon, 1899 — Sumatra
- Theridion rampum Levi, 1963 — Perù, Venezuela
- Theridion ravum Levi, 1963 — Venezuela
- Theridion refugum Drensky, 1929 — Austria, Penisola balcanica, Bulgaria, Grecia, Russia
- Theridion reinhardti Charitonov, 1946 — Uzbekistan
- Theridion resum Levi, 1959 — Panama
- Theridion retreatense Strand, 1909 — Sudafrica
- Theridion retrocitum Simon, 1909 — Vietnam
- Theridion rhodonotum Simon, 1909 — Vietnam
- Theridion ricense Levi, 1959 — Porto Rico
- Theridion rossi Levi, 1963 — Perù
- Theridion rostriferum Simon, 1895 — Africa occidentale
- Theridion rothi Levi, 1959 — Messico
- Theridion rubiginosum Keyserling, 1884 — Brasile
- Theridion rubrum (Keyserling, 1886) — Brasile
- Theridion rurrenabaque Levi, 1963 — Bolivia
- Theridion ruwenzoricola Strand, 1913 — Africa centrale
- Theridion saanichum Chamberlin & Ivie, 1947 — USA, Canada, Alaska
- Theridion sabinjonis Strand, 1913 — Africa centrale
- Theridion sadani Monga & Singh, 1989 — India
- Theridion samoense Berland, 1929 — Isole Samoa
- Theridion sanctum Levi, 1959 — Messico
- Theridion sangzhiense Zhu, 1998 — Cina
- Theridion sardis Chamberlin & Ivie, 1944 — USA
- Theridion saropus Thorell, 1887 — Myanmar
- Theridion schlingeri Levi, 1963 — Perù

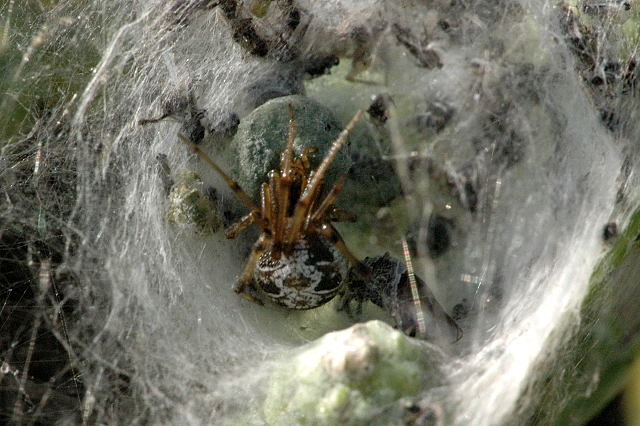
Theridion sisyphium, femmina con sacco ovigero

- Theridion schrammeli Levi, 1963 — Messico
- Theridion sciaphilum Benoit, 1977 — Isola di Sant' Elena
- Theridion semitinctum Simon, 1914 — Spagna, Francia, Isole Baleari
- Theridion senckenbergi Levi, 1963 — Venezuela
- Theridion septempunctatum Berland, 1933 — Isole Marchesi
- Theridion serpatusum Guan & Zhu, 1993 — Cina
- Theridion sertatum Simon, 1909 — Vietnam
- Theridion setiferum Roewer, 1942 — Myanmar
- Theridion setosum L. Koch, 1872 — Queensland, Nuove Ebridi, Isole Samoa, Nuova Caledonia
- Theridion setum Zhu, 1998 — Cina
- Theridion seximaculatum Zhu, 1998 — Cina
- Theridion sibiricum Marusik, 1988 — Russia, Mongolia
- Theridion sinaloa Levi, 1959 — Messico
- Theridion sisyphium (Clerck, 1757) — Regione paleartica
  - Theridion sisyphium foliiferum Thorell, 1875 — Spagna
  - Theridion sisyphium torandae Strand, 1917 — Yarkand (Cina), Karakorum
- Theridion soaresi Levi, 1963 — Brasile
- Theridion societatis Berland, 1934 — Tahiti

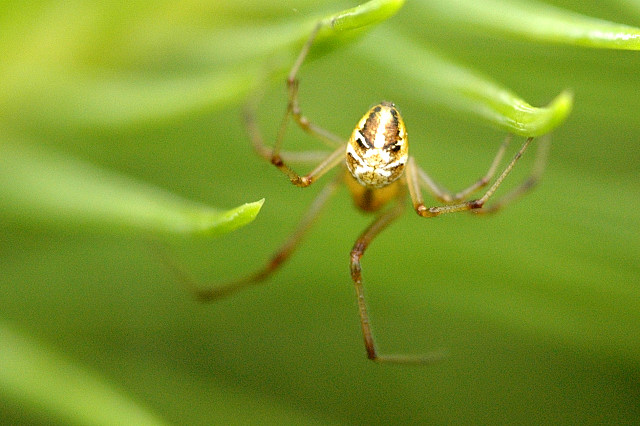
Theridion sisyphium, maschio

- Theridion solium Benoit, 1977 — Isola di Sant' Elena
- Theridion spinigerum Rainbow, 1916 — Queensland
- Theridion spinitarse O. P.-Cambridge, 1876 — Africa settentrionale
- Theridion spinosissimum Caporiacco, 1934 — Karakorum
- Theridion squalidum Urquhart, 1886 — Nuova Zelanda
- Theridion stamotum Levi, 1963 — Venezuela
- Theridion stannardi Levi, 1963 — Messico
- Theridion strepitus Peck & Shear, 1987 — Isole Galapagos
- Theridion striatum Keyserling, 1884 — Brasile
- Theridion styligerum F. O. P.-Cambridge, 1902 — Messico, Guatemala
- Theridion subitum O. P.-Cambridge, 1885 — India
- Theridion submirabile Zhu & Song, 1993 — Cina, Corea
- Theridion submissum Gertsch & Davis, 1936 — USA, Messico, Isole Bahama, Giamaica
- Theridion subpingue Simon, 1908 — Australia occidentale
- Theridion subradiatum Simon, 1901 — Malaysia
- Theridion subrotundum Keyserling, 1891 — Brasile
- Theridion subvittatum Simon, 1889 — India
- Theridion sulawesiense Marusik & Penney, 2005 — Celebes
- Theridion swarczewskii Wierzbicki, 1902 — Azerbaigian
- Theridion taegense Paik, 1996 — Corea
- Theridion tahitiae Berland, 1934 — Tahiti
- Theridion tamerlani Roewer, 1942 — Myanmar
- Theridion tayrona Müller & Heimer, 1990 — Colombia
- Theridion tebanum Levi, 1963 — Venezuela
- Theridion teliferum Simon, 1895 — Sri Lanka
- Theridion tenellum C. L. Koch, 1841 — Grecia
- Theridion tenuissimum Thorell, 1898 — Myanmar
- Theridion teresae Levi, 1963 — Brasile
- Theridion tessellatum Thorell, 1899 — Camerun
- Theridion teutanoides Caporiacco, 1949 — Kenya
- Theridion thaleri Marusik, 1988 — Russia
- Theridion thalia Workman, 1878 — Myanmar
- Theridion theridioides (Keyserling, 1890) — Cina, Queensland, Nuovo Galles del Sud
- Theridion thorelli L. Koch, 1865 — Nuovo Galles del Sud
- Theridion tigrae Esyunin & Efimik, 1996 — Russia
- Theridion tikaderi Patel, 1973 — India
- Theridion timpanogos Levi, 1957 — USA
- Theridion tinctorium Keyserling, 1891 — Brasile
- Theridion t-notatum Thorell, 1895 — Myanmar, Singapore
- Theridion todinum Simon, 1880 — Nuova Caledonia
- Theridion topo Levi, 1963 — Ecuador
- Theridion torosum Keyserling, 1884 — Perù
- Theridion trahax Blackwall, 1866 — Africa
- Theridion transgressum Petrunkevitch, 1911 — USA, Messico
- Theridion trepidum O. P.-Cambridge, 1898 — dal Messico a Panama
- Theridion triangulare Franganillo, 1936 — Cuba
- Theridion trifile Simon, 1907 — Africa orientale e occidentale
- Theridion trigonicum Thorell, 1890 — Sumatra, Giava
- Theridion tristani Levi, 1959 — Costa Rica
- Theridion triviale Thorell, 1881 — Australia
- Theridion trizonatum Caporiacco, 1949 — Kenya
- Theridion tubicola Doleschall, 1859 — Giava, Arcipelago delle Molucche, Nuova Guinea
- Theridion tungurahua Levi, 1963 — Venezuela, Ecuador, Brasile
- Theridion turrialba Levi, 1959 — Costa Rica
- Theridion uber Keyserling, 1884 — Brasile
- Theridion uhligi Martin, 1974 — Europa

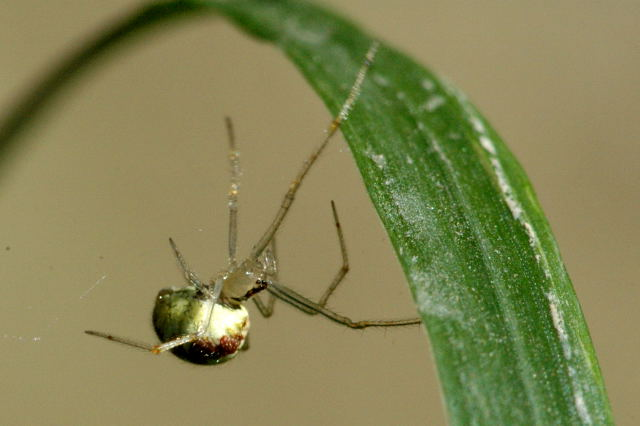
Theridion varians

- Theridion umbilicus Levi, 1963 — Brasile
- Theridion uncatum F. O. P.-Cambridge, 1902 — Messico
- Theridion undatum Zhu, 1998 — Cina
- Theridion undulanotum Roewer, 1942 — Nuove Ebridi
- Theridion urnigerum Thorell, 1898 — Myanmar
- Theridion ursoi Caporiacco, 1947 — Etiopia
- Theridion urucum Levi, 1963 — Brasile
- Theridion usitum Strand, 1913 — Africa centrale
- Theridion utcuyacu Levi, 1963 — Perù
- Theridion valleculum Levi, 1959 — Panama
- Theridion vallisalinarum Levy & Amitai, 1982 — Israele
- Theridion vanhoeffeni Strand, 1909 — Sudafrica
- Theridion varians Hahn, 1833 — Regione olartica
  - Theridion varians cyrenaicum Caporiacco, 1933 — Libia
  - Theridion varians melanotum Strand, 1907 — Germania
  - Theridion varians rusticum Simon, 1873 — Mediterraneo occidentale
- Theridion ventricosum Rainbow, 1916 — Queensland
- Theridion vespertinum Levy, 1985 — Israele
- Theridion viridanum Urquhart, 1887 — Nuova Zelanda
- Theridion volubile Keyserling, 1884 — Venezuela, Ecuador, Perù
- Theridion vosseleri Strand, 1907 — Africa orientale
- Theridion vossi Strand, 1907 — Camerun
- Theridion vossioni Simon, 1884 — Sudan
- Theridion vulvum Levi, 1959 — Panama
- Theridion weberi Thorell, 1892 — Singapore
- Theridion weyrauchi Levi, 1963 — Perù
- Theridion whitcombi Sedgwick, 1973 — Cile
- Theridion wiehlei Schenkel, 1938 — Spagna, Francia, Algeria
- Theridion workmani Thorell, 1887 — Myanmar
- Theridion xianfengense Zhu & Song, 1992 — Cina, Taiwan
- Theridion xinjiangense (Hu & Wu, 1989) — Cina
- Theridion yani Zhu, 1998 — Cina
- Theridion yuma Levi, 1963 — USA
- Theridion yunnanense Schenkel, 1963 — Cina
- Theridion zantholabio Urquhart, 1886 — Nuova Zelanda
- Theridion zebra Caporiacco, 1949 — Kenya
- Theridion zebrinum Zhu, 1998 — Cina
- Theridion zekharya Levy, 2007 — Israele
- Theridion zhangmuense Hu, 2001 — Cina
- Theridion zhaoi Zhu, 1998 — Cina
- Theridion zhoui Zhu, 1998 — Cina
- Theridion zonarium Keyserling, 1884 — Perù
- Theridion zonatum Eydoux & Souleyet, 1841 — località sconosciuta
- Theridion zonulatum Thorell, 1890 — Sumatra

## Theridula
Theridula Emerton, 1882

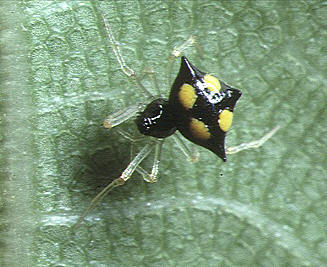
Theridula gonygaster, femmina

- Theridula albonigra Caporiacco, 1949 — Kenya
  - Theridula albonigra vittata Caporiacco, 1949 — Kenya
- Theridula angula Tikader, 1970 — India
- Theridula casas Levi, 1954 — Messico
- Theridula emertoni Levi, 1954 — USA, Canada
- Theridula faceta (O. P.-Cambridge, 1894) — Messico, Guatemala
- Theridula gonygaster (Simon, 1873) — cosmopolita
- Theridula huberti Benoit, 1977 — Isola di Sant' Elena
- Theridula iriomotensis Yoshida, 2001 — Giappone
- Theridula multiguttata Keyserling, 1886 — Brasile
- Theridula nigerrima (Petrunkevitch, 1911) — Ecuador, Perù
- Theridula opulenta (Walckenaer, 1842) — cosmopolita
- Theridula perlata Simon, 1889 — Madagascar
- Theridula puebla Levi, 1954 — Messico, Panama
- Theridula pulchra Berland, 1920 — Africa orientale

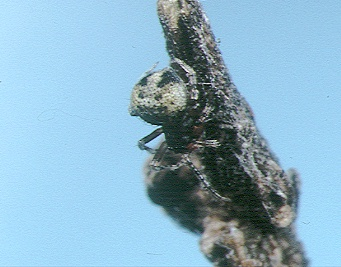
Theridula iriomotensis, femmina

- Theridula sexpupillata Mello-Leitão, 1941 — Brasile
- Theridula swatiae Biswas, Saha & Raychaydhuri, 1997 — India
- Theridula theriella Strand, 1907 — Madagascar
- Theridula zhangmuensis Hu, 2001 — Cina

## Thwaitesia
Thwaitesia O. P.-Cambridge, 1881
- Thwaitesia affinis O. P.-Cambridge, 1882 — da Panama al Paraguay
- Thwaitesia algerica Simon, 1895 — Algeria
- Thwaitesia argentata Thorell, 1890 — Sumatra
- Thwaitesia argenteoguttata (Tullgren, 1910) — Tanzania
- Thwaitesia argenteosquamata (Lenz, 1891) — Madagascar
- Thwaitesia argentiopunctata (Rainbow, 1916) — Queensland
- Thwaitesia aureosignata (Lenz, 1891) — Madagascar
- Thwaitesia bracteata (Exline, 1950) — Trinidad, dalla Colombia al Paraguay
- Thwaitesia dangensis Patel & Patel, 1972 — India
- Thwaitesia glabicauda Zhu, 1998 — Cina
- Thwaitesia inaurata (Vinson, 1863) — Isola Réunion
- Thwaitesia margaritifera O. P.-Cambridge, 1881 — Sri Lanka, Cina, Vietnam
- Thwaitesia meruensis (Tullgren, 1910) — Tanzania
- Thwaitesia nigronodosa (Rainbow, 1912) — Queensland
- Thwaitesia phoenicolegna Thorell, 1895 — Myanmar, Vietnam
- Thwaitesia pulcherrima Butler, 1882 — Madagascar
- Thwaitesia rhomboidalis Simon, 1903 — Guinea Equatoriale
- Thwaitesia scintillans Kulczynski, 1911 — Nuova Guinea
- Thwaitesia simoni (Keyserling, 1884) — Brasile
- Thwaitesia spinicauda Thorell, 1895 — Myanmar
- Thwaitesia splendida Keyserling, 1884 — da Panama al Venezuela
- Thwaitesia turbinata Simon, 1903 — Sierra Leone

## Thymoites
Thymoites Keyserling, 1884
- Thymoites aloitus Levi, 1964 — Brasile
- Thymoites amprus Levi, 1964 — Panama
- Thymoites anicus Levi, 1964 — Brasile
- Thymoites anserma Levi, 1964 — Colombia
- Thymoites banksi (Bryant, 1948) — Hispaniola
- Thymoites bellissimus (L. Koch, 1879) — Svezia, Finlandia, Russia, Cina
- Thymoites bogus (Levi, 1959) — Panama
- Thymoites boneti (Levi, 1959) — Messico
- Thymoites boquete (Levi, 1959) — dal Messico a Panama
- Thymoites bradti (Levi, 1959) — Messico
- Thymoites camano (Levi, 1957) — USA
- Thymoites cancellatus Mello-Leitão, 1943 — Argentina
- Thymoites caracasanus (Simon, 1895) — dal Guatemala all'Ecuador
- Thymoites chiapensis (Levi, 1959) — Messico
- Thymoites chickeringi (Levi, 1959) — Panama
- Thymoites chikunii (Yoshida, 1988) — Giappone
- Thymoites chopardi (Berland, 1920) — Africa orientale
- Thymoites confraternus (Banks, 1898) — dal Messico al Perù
- Thymoites corus (Levi, 1959) — Messico
- Thymoites crassipes Keyserling, 1884 — Perù
- Thymoites cravilus Marques & Buckup, 1992 — Brasile
- Thymoites delicatulus (Levi, 1959) — dal Messico al Venezuela
- Thymoites ebus Levi, 1964 — Brasile
- Thymoites expulsus (Gertsch & Mulaik, 1936) — USA, Messico, Cuba, Giamaica
- Thymoites gertrudae Müller & Heimer, 1990 — Colombia
- Thymoites gibbithorax (Simon, 1894) — Venezuela
- Thymoites guanicae (Petrunkevitch, 1930) — Messico, Grandi Antille
- Thymoites illudens (Gertsch & Mulaik, 1936) — dagli USA alla Colombia
- Thymoites ilvan Levi, 1964 — Brasile
- Thymoites incachaca Levi, 1964 — Bolivia
- Thymoites indicatus (Banks, 1929) — dal Nicaragua a Panama
- Thymoites ipiranga Levi, 1964 — Brasile
- Thymoites iritus Levi, 1964 — Brasile
- Thymoites levii Gruia, 1973 — Cuba
- Thymoites lobifrons (Simon, 1894) — Venezuela
- Thymoites lori Levi, 1964 — Perù
- Thymoites luculentus (Simon, 1894) — dal Messico a Panama, Isola Saint Vincent (Piccole Antille)
- Thymoites machu Levi, 1967 — Perù
- Thymoites maderae (Gertsch & Archer, 1942) — dagli USA a Panama
- Thymoites maracayensis Levi, 1964 — Venezuela, Brasile
- Thymoites marxi (Crosby, 1906) — USA, Messico
- Thymoites matachic (Levi, 1959) — Messico
- Thymoites melloleitaoni (Bristowe, 1938) — Brasile
- Thymoites minero Roth, 1992 — USA
- Thymoites minnesota Levi, 1964 — USA, Canada
- Thymoites mirus Levi, 1964 — Brasile
- Thymoites missionensis (Levi, 1957) — dagli USA alla Costa Rica
- Thymoites nentwigi Yoshida, 1994 — Isola Krakatoa
- Thymoites nevada Müller & Heimer, 1990 — Colombia
- Thymoites notabilis (Levi, 1959) — Panama
- Thymoites okumae (Yoshida, 1988) — Giappone
- Thymoites oleatus (L. Koch, 1879) — Regione olartica
- Thymoites orilla (Levi, 1959) — Messico
- Thymoites pallidus (Emerton, 1913) — USA, dalle Indie Occidentali al Venezuela
- Thymoites palo Levi, 1967 — Brasile
- Thymoites peruanus (Keyserling, 1886) — Perù
- Thymoites piarco (Levi, 1959) — Trinidad, Brasile
- Thymoites pictipes (Banks, 1904) — USA
- Thymoites praemollis (Simon, 1909) — Vietnam
- Thymoites prolatus (Levi, 1959) — Panama
- Thymoites puer (Mello-Leitão, 1941) — Brasile, Argentina
- Thymoites ramon Levi, 1964 — Perù
- Thymoites rarus (Keyserling, 1886) — Brasile
- Thymoites reservatus (Levi, 1959) — Panama
- Thymoites sanctus (Chamberlin, 1916) — Perù
- Thymoites sarasota (Levi, 1957) — USA
- Thymoites sclerotis (Levi, 1957) — USA, Messico
- Thymoites simla (Levi, 1959) — Trinidad
- Thymoites simplex (Bryant, 1940) — Cuba
- Thymoites struthio (Simon, 1895) — Venezuela
- Thymoites stylifrons (Simon, 1894) — Panama, Venezuela, Isola Saint Vincent (Piccole Antille)
- Thymoites subtilis (Simon, 1894) — Isola di Zanzibar (Tanzania)
- Thymoites ulleungensis (Paik, 1991) — Corea
- Thymoites unimaculatus (Emerton, 1882) — USA, Canada
- Thymoites unisignatus (Simon, 1894) — Colombia, Venezuela
- Thymoites urubamba Levi, 1967 — Perù
- Thymoites verus (Levi, 1959) — Messico
- Thymoites villarricaensis Levi, 1964 — Paraguay
- Thymoites vivus (O. P.-Cambridge, 1899) — Costa Rica
- Thymoites wangi Zhu, 1998 — Cina
- Thymoites yaginumai Yoshida, 1995 — Giappone

## Tidarren
Tidarren Chamberlin & Ivie, 1934
- Tidarren aethiops Knoflach & van Harten, 2006 — Congo
- Tidarren afrum Knoflach & van Harten, 2006 — Camerun, Uganda
- Tidarren apartiolum Knoflach & van Harten, 2006 — Madagascar
- Tidarren argo Knoflach & van Harten, 2001 — Yemen, Ciad
- Tidarren circe Knoflach & van Harten, 2006 — Namibia
- Tidarren cuneolatum (Tullgren, 1910) — Isole Capo Verde, Isole Canarie, Africa, Yemen
- Tidarren dasyglossa Knoflach & van Harten, 2006 — Madagascar
- Tidarren dentigerum Knoflach & van Harten, 2006 — Yemen
- Tidarren ephemerum Knoflach & van Harten, 2006 — Madagascar
- Tidarren gracile Knoflach & van Harten, 2006 — Yemen
- Tidarren griswoldi Knoflach & van Harten, 2006 — Camerun
- Tidarren haemorrhoidale (Bertkau, 1880) — dagli USA all'Argentina
- Tidarren horaki Knoflach & van Harten, 2006 — Madagascar
- Tidarren konrad Knoflach & van Harten, 2006 — Yemen
- Tidarren lanceolatum Knoflach & van Harten, 2006 — Congo
- Tidarren levii Schmidt, 1957 — Congo
- Tidarren mixtum (O. P.-Cambridge, 1896) — dal Messico alla Costa Rica
- Tidarren obtusum Knoflach & van Harten, 2006 — Madagascar
- Tidarren perplexum Knoflach & van Harten, 2006 — Camerun, Congo
- Tidarren scenicum (Thorell, 1899) — Camerun, Guinea-Bissau, Costa d'Avorio, Sudafrica
- Tidarren sheba Knoflach & van Harten, 2006 — Yemen
- Tidarren sisyphoides (Walckenaer, 1842) — dagli USA all'Argentina, Indie Occidentali
- Tidarren ubickorum Knoflach & van Harten, 2006 — Sudafrica
- Tidarren usambara Knoflach & van Harten, 2006 — Tanzania

## Tomoxena
Tomoxena Simon, 1895
- Tomoxena alearia (Thorell, 1890) — Giava, Sumatra
- Tomoxena dives Simon, 1895 — India
- Tomoxena flavomaculata Simon, 1895 — Sumatra

## Wamba
Wamba O. P.-Cambridge, 1896
- Wamba congener O. P.-Cambridge, 1896 — USA, dalle Indie Occidentali al Brasile
- Wamba crispulus (Simon, 1895) — dal Canada al Brasile, Indie Occidentali
- Wamba panamensis (Levi, 1959) — Panama, Ecuador

## Wirada
Wirada Keyserling, 1886
- Wirada punctata Keyserling, 1886 — Venezuela, Ecuador, Perù
- Wirada tijuca Levi, 1967 — Brasile
- Wirada tovarensis Simon, 1895 — Venezuela

## Yaginumena
Yaginumena Yoshida, 2002
- Yaginumena castrata (Bösenberg & Strand, 1906) — Russia, Cina, Corea, Giappone
- Yaginumena maculosa (Yoshida & Ono, 2000) — Azerbaigian, Abcasia (Caucaso), Giappone
- Yaginumena mutilata (Bösenberg & Strand, 1906) — Corea, Giappone

## Yoroa
Yoroa Baert, 1984
- Yoroa clypeoglandularis Baert, 1984 — Nuova Guinea
- Yoroa taylori Harvey & Waldock, 2000 — Queensland

## Yunohamella
Yunohamella Yoshida, 2007
- Yunohamella lyrica (Walckenaer, 1842) — Regione olartica
- Yunohamella subadulta (Bösenberg & Strand, 1906) — Russia, Corea, Giappone
- Yunohamella yunohamensis (Bösenberg & Strand, 1906) — Russia, Corea, Giappone

## Zercidium
Zercidium Benoit, 1977
- Zercidium helenense Benoit, 1977 — Isola di Sant' Elena